# Courtney Hurt
Courtney Hurt (ur. 5 marca 1990 w Conyers) – amerykańska koszykarka występująca na pozycji silnej skrzydłowej, obecnie zawodniczka PolskiejStrefyInwestycji Enea Gorzów Wielkopolski.
4 czerwca 2021 została po raz drugi w karierze zawodniczką PolskiejStrefyInwestycji Enea Gorzów Wielkopolski.

## Osiągnięcia
Stan na 12 marca 2022, na podstawie, o ile nie zaznaczono inaczej..
NCAA
- Uczestniczka turnieju NCAA (2009)
- Zaliczona do:
  - I składu CAA All-Academic (2010)
  - III składu CAA (2010)
  - składu Honorable Mention All-America (2011 przez Associated Press)
- 2-krotna liderka NCAA w zbiórkach (2011, 2012)

Indywidualne
(* – oznacza wyróżnienia przyznane przez portal eurobasket.com)
- MVP miesiąca PLKK (listopad 2016)[3]
- Najlepsza skrzydłowa ligi izraelskiego (2013)*[4]
- Zaliczona do:
  - I składu:
    - PLKK (2017)[5]
    - ligi izraelskiej (2013)*[4]
    - zawodniczek zagranicznych ligi*:
      - izraelskiej (2013)[4]
      - francuskiej (2016)[6]

    - kolejki EBLK (17 – 2021/2022)[7]

  - III składu ligi francuskiej (2015)*[8]
  - składu honorable mention ligi francuskiej (2014, 2016)*[9][6]
- Liderka strzelczyń ligi:
  - izraelskiej (2013)[4]
  - francuskiej LFB (2015)[8]
  - polskiej PLKK sezonu zasadniczego (2017)[10]